# Diocesi di Cebarades
La diocesi di Cebarades (in latino Dioecesis Cebaradesensis) è una sede soppressa e sede titolare della Chiesa cattolica.

## Storia
Cebarades, nell'odierna Tunisia, è un'antica sede episcopale della provincia romana di Bizacena.
Dal 1989 Cebarades è annoverata tra le sedi vescovili titolari della Chiesa cattolica; dal 23 giugno 2018 il vescovo titolare è Joseph Galea-Curmi, vescovo ausiliare di Malta.

## Cronotassi dei vescovi titolari
- Abraham Kattumana † (8 maggio 1991 - 4 aprile 1995 deceduto)
- Michael Richard Cote (9 maggio 1995 - 11 marzo 2003 nominato vescovo di Norwich)
- Dominic Mai Thanh Lương † (25 aprile 2003 - 6 dicembre 2017 deceduto)
- Joseph Galea-Curmi, dal 23 giugno 2018